# Zurmühle (Wermelskirchen)

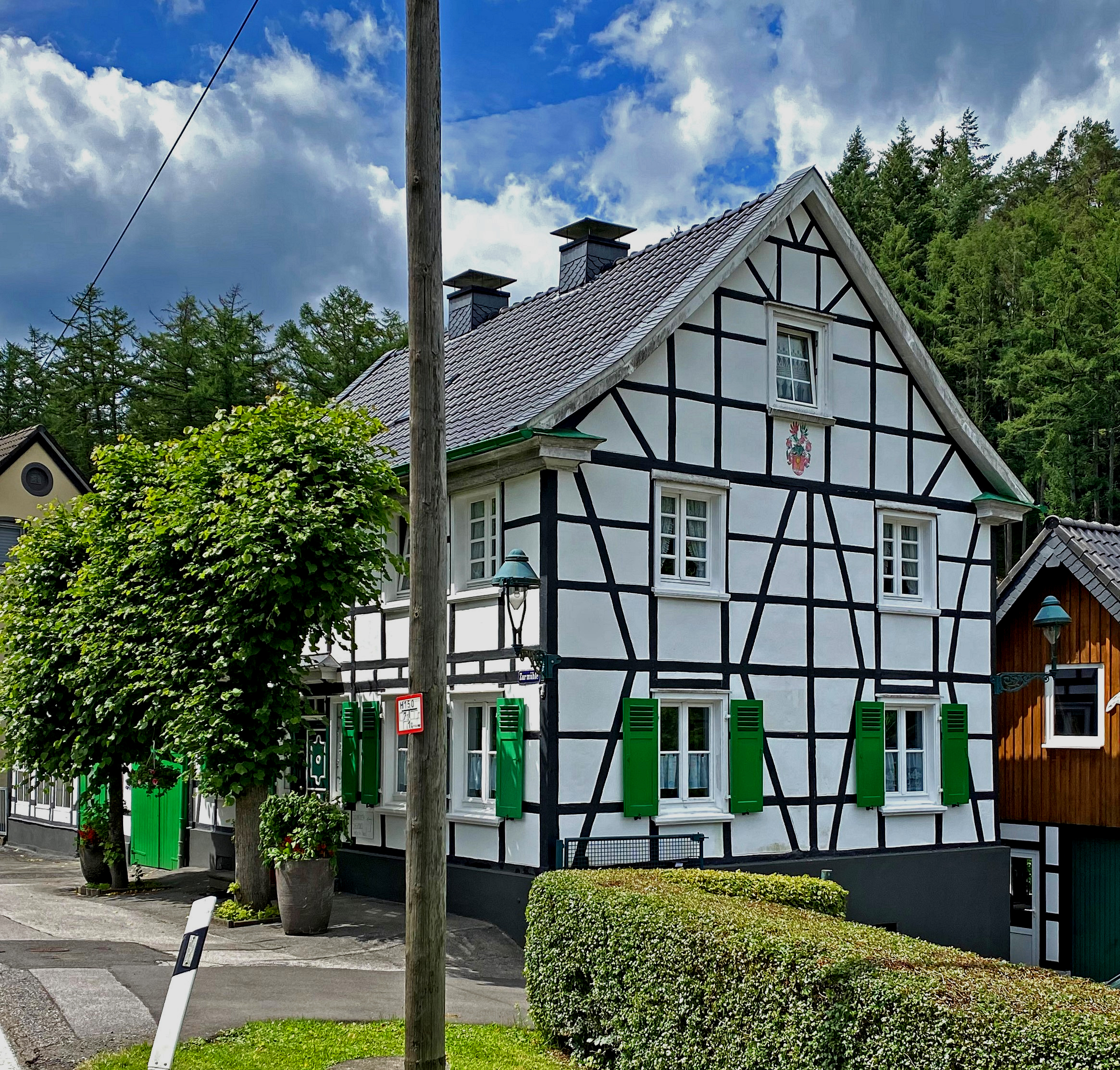
Zurmühle 2021

Der Wohnplatz Zurmühle liegt südlich von Ehringhausen und nördlich von Pohlhausen am Eschbach und besteht heute aus neun Häusern. Einen Mühlenbetrieb gibt es nicht mehr.
Die Erstnennung findet sich in der Steuerliste des Amt Bornefeld im Jahre 1469. Dort heißt es: Sybels knecht ind heirtgen in der Sumolen 2 mr (Siebels Knecht und sein Hirte in der Zurmühle zahlen 2 Mark).
Die nächste Nennung ist am 13. Februar 1507: Johann Caspar Opderbek wird sesshaft lt. Inschrift auf einem Blasebalg.
Im Burger Lagerbuch von 1692 heißt es: Peter Hasenclever in der Lohbach nun Johannes Müller Zu Ehringhausen hat einen Reckhammer auf der Eiffischerbach(Eschbach) in der Zaw Müllen(Zurmühlen).
In den Jahren 1784 bis 1799 wird ein Prozess vor dem Hofrat in Düsseldorf geführt. Johann von den Eichen gegen die Witwe Bornefeld und Witwe vom Stein um das Erbteil Heider aus 1736 auf Heidt und Zurmühlen mit einem Original-Testament von 1721, Wert der Güter 1300 Taler.
Im Urkataster von 1828 bis 1830 treten als Eigentümer die Familien Brüninghaus und Falkenrat auf.
Die Familien Hasenclever, Winterhoff, Langenohl, Spelsberg und Clarenbach finden sich bis ins 20. Jahrhundert als Besitzer.

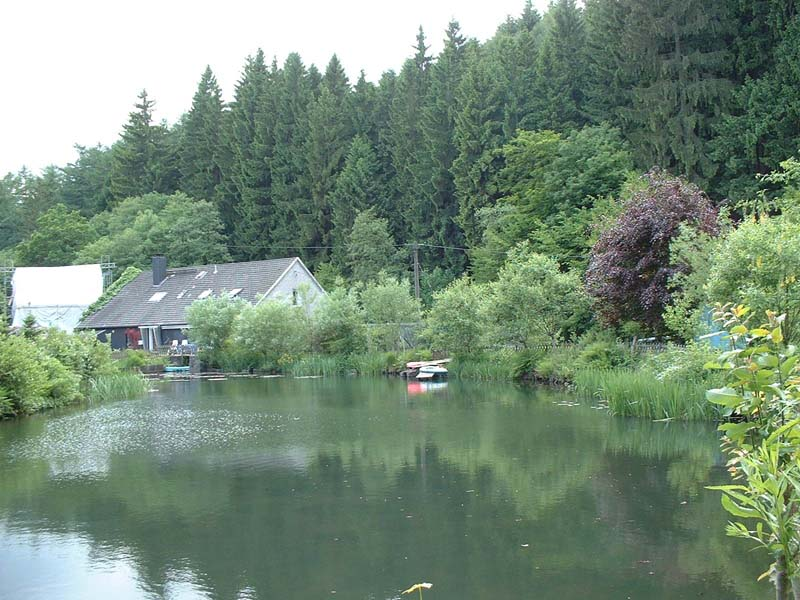
Stauteich und Teile des ehemaligen Hammerwerkes Zurmühle